# Lago Motosu
El lago Motosu (本栖湖 Motosu-ko?) es el más occidental de los cinco lagos del Fuji, localizado entre los pueblos de Fujikawaguchiko y Minobu, en el sur de la prefectura de Yamanashi, cerca del monte Fuji, Japón. El lago se encuentra dentro de los límites del parque nacional Fuji-Hakone-Izu.

## Características
El lago Motosu es el tercero más extenso de los cinco lagos del Fuji en términos de superficie, y es el más profundo, con una profundidad máxima de 121,6 metros, lo que lo convierte en el noveno lago más profundo de Japón. Su altitud es de 900 metros, la misma que para el lago Shōji y el lago Sai, lo que confirma que estos tres lagos eran originalmente uno solo, que fue dividido por un enorme flujo de lava del monte Fuji. Los restos del flujo de lava se encuentran ahora bajo el bosque Aokigahara, y hay evidencia que indica que estos tres lagos permanecen conectados por vías fluviales subterráneas. La temperatura del agua nunca cae por debajo de los 4 °C, por lo que es el único de los cinco lagos del Fuji que no se congela en invierno.